# Ронда
Ро́нда (исп. Ronda) — город и муниципалитет в Испании, входит в провинцию Малага, в составе автономного сообщества Андалусия.
Муниципалитет находится в составе района (комарки) Серрания-де-Ронда.
Город расположен на высоте в 723 м над уровнем моря в горах в 50 км к северу от Марбельи и Коста-дель-Соль; расстояние до Малаги, административного центра провинции, составляет 113 км.
Занимает площадь 481 км². Население — 36698 человек (на 2012 год).
К концу XX века живописная Ронда, один из наиболее крупных «белых городков» Андалусии (район Серрания-де-Ронда знаменит своими белоснежными домами), превратилась в популярный туристический центр.

## История
До нашей эры Ронда была известна под названием Арунда, которое ей дали кельты-бастулы. По утверждениям Плиния, кельты, живущие в кельтской Батурии, дошли до нынешних гор Серрания-де-Ронда, а согласно Эфору кельты господствовали в этих краях вместе с иберийскими народами, которые, в конце концов, были порабощены и ассимилированы кельтами.
С финикийцами у Ронды не было широких коммерческих связей, так как последние, не дойдя до Арунды, натолкнулись на иберийское поселение Асипино, где и обосновались, внеся свою лепту в архитектуру города.
Греки начинают морские походы в сторону западного Средиземноморья, вступая в соперничество с финикийцами, но ни в коем случае не касаясь пунических владений в зоне пролива. Они пытаются обнаружить устье реки Тахо, выше по течению которой находятся Рунда и Арунда.
Во время господства Карфагена местное население этого края в течение трёх веков обеспечивало продуктами питания карфагенские войска в их войнах с греками и римлянами.
В 197 г. римляне на завоёванном Иберийском полуострове формируют административно-политическую систему. Ронда была одним из 29 городов провинции Бетика, пользовавшихся древним Латинским правом. Город стал крупным центром и даже получил право чеканки собственной монеты. Жители Ронды имели равные права с гражданами Великого Рима.
После вторжения свевов, вандалов, аланов и позже вестготов Арунда была полностью разграблена и разрушена (V в.).
В 711 г. мавры начинают захват Иберийского полуострова. Сын одного из мавританских военачальников Мусы Абн аль-Азиза завоёвывает Ронду и замок Лаурель в 713 г. Сразу после этого был отдан приказ построить на развалинах новый город под названием Изна-Ранд-Онда. Вскоре тот превратился в центр связи между Кордовским эмиратом и африканскими территориями.
Начиная с крупных побед христиан (1233 г. — завоёвана Убеда, 1236 г. — Кордова, 1236 г. — Севилья), утверждается Реконкиста на андалузской земле. Однако Ронда была отвоёвана кастильскими королями лишь в 1485 году.
XVI и XVII вв. были решающими для становления современной Ронды. Главную часть города, Мадинат, начнут называть «городом»; Баррио-Альто (Верхний квартал) станет называться Баррио Эспириту Санто (святого духа), а нижний квартал Баррио-Бахо — Баррио Сан-Мигель. Появятся новые кварталы — Меркадильо и Сан-Франциско.
Процветание торговли и значительный рост населения в XVIII в. позволят создать строения, ставшими символами города: Пласа-де-Торос (арена для боя быков), Пуэнте-Нуэво (Новый мост), Пуэрта Фелипе V (Ворота им. Фелипе V).
Социальное и урбанистическое развитие города понесло значительные потери с приходом французских войск 10 февраля 1810 г., которыми командовал Жозеф Бонапарт. Отступая, они разрушили многие оборонительные сооружения, как, например, крепость Алькасар, а также мельницы, маслобойни, уничтожили собранный урожай.
В социально-экономическом отношении XX в. был начат открытием железной дороги (1891 г.), планированием новых автотрасс и завершением строительства многих просёлочных дорог. 4 марта 1909 г. в Ронду приезжал король Альфонсо XIII, в том же месяце открылся театр «Эспинель». В городе была построена современная система водоснабжения питьевой водой и открывается новое кладбище. В феврале того же года была основана «Сберегательная касса Ронды», ставшая первым учреждением подобного типа в Андалусии.
В 1919 г. в Ронде были разработаны основы, а позднее и приняты герб Андалусии и её бело-зелёный флаг.

## Население
| Год  | Численность | Численность   |
| ---- | ----------- | ------------- |
| 2001 | 34 214      | [ 3 ]         |
| 2002 | 34 470      | [ 4 ]         |
| 2004 | 34 948      | [ 5 ]         |
| 2005 | 35 512      | [ 6 ]         |
| 2006 | 35 836      | [ 7 ]         |
| 2007 | 36 122      | [ 8 ]         |
| 2008 | 36 532      | [ 9 ]         |
| 2009 | 36 827      | [ 10 ]        |
| 2010 | 36 909      | [ 11 ]        |
| 2011 | 36 793      | [ 12 ]        |
| 2012 | 36 698      | [ 13 ]        |
| 2013 | 36 665      | [ 14 ]        |
| 2014 | 36 208      | [ 15 ]        |
| 2015 | 35 676      | [ 16 ]        |
| 2016 | 34 381      | [ 17 ]        |
| 2017 | 34 268      | [ 18 ]        |
| 2018 | 33 978      | [ 19 ] [ 20 ] |
| 2019 | 33 877      | [ 21 ]        |
| 2020 | 33 730      | [ 22 ]        |
| 2021 | 33 624      | [ 23 ]        |
| 2022 | 33 401      | [ 24 ]        |
| 2023 | 33 329      | [ 25 ]        |
| 2024 | 33 451      | [ 2 ]         |

## Достопримечательности
Ронда — туристический центр со множеством достопримечательностей. Здесь находится Площадь быков (старейшая в Испании площадь для проведения боя быков), Музей разбойников, «Новый», «Старый» и «Римский» мосты.
Район Серрания-де-Ронда знаменит своими белоснежными домами.

## Города-побратимы
Куэнка, Испания
 Кастильон-Фьорентин, Италия
 Сеута, Испания (2014)